# 立間村
立間村（たちまむら）は、1955年（昭和30年）まで愛媛県南予地方の北宇和郡にあった村である。
北宇和郡吉田町の北に接した農村であった。昭和の合併により吉田町、さらに平成の合併で宇和島市となり、現在に至っている。現在の「宇和島市吉田町立間」の地域。

## 地理
吉田町の北に接する農村。立間川流域。北は法華津山嶺を境に東宇和郡宇和町（旧:下宇和村域）に、東は十本末峠と南北に続く300m級の山々で北宇和郡三間町（旧:成妙村域）に、西は標高100m前後の山々で北宇和郡玉津村および喜佐方村に接する。山肌には果樹園が広がりウンシュウミカンが栽培され、立間川によって形成された谷底平野では米作が営まれている。
川
- 立間川 - 当村北部の中之谷に源流を発し、当村域の西部を南流し、吉田町で宇和島湾に注ぎ込む。

村名の由来
立間は平安時代から古文書に見られる古名。

## 歴史
藩政期
- はじめ宇和島藩に、明暦3年からは伊予吉田藩領。立間郷に属す。

明治以降
- 1889年（明治22年） 12月15日 - 町村制施行時に、立間村一村がそのまま立間村となった。北宇和郡に属する。
- 1955年（昭和30年）3月1日 - 玉津村、吉田町、喜佐方村、奥南村及び高光村高串の一部、知永と合併し、吉田町となり、立間村は自治体としては消滅。

```
立間村の系譜
（町村制実施以前の村）（明治期）　　　　　　（昭和の合併）　　　　　（平成の合併）
　　　　　　　　　　　町村制施行時
立間　━━━━━━━立間村━━━━━━━━━━━━━━┓（昭和30年3月1日）
　　　　　　　　　　　　　　　　　　　　　　　　　　　┃合併
　　　　　　　　　　　　　　　　　あ　　　　　　　　　┣━━━━━━━━━━┓
　　　　　　　　　　吉田町━━━━┳━━━━━━━━━┫　　　　　　　　　　┃
　　　　　　　　　　立間尻村━━━┛　　　　　　　　　┃　　　　　　　　　　┃
　　　　　　　　　　玉津村━━━━━━━━━━━━━━┫　　　　　　　　　　┃
　　　　　　　　　　喜佐方村━━━━━━━━━━━━━┫　　　　　　　　　　┃
　　　　　　　　　　奥南村━━━━━━━━━━━━━━┫　　　　　　　　　　┃
　　　　　　　　　　高光村━━━━━━━━━━━━━━┻┓　　　　　　　　　┃
　　　　　　　　　　　　　　　　　　　　　　　　　　　い┃　　　　　　　　　┃新設合併
　　　　　　　　　　　　　　　　　　　　　　　　　　　　┃う　　　　　　　　┃平成17年8月1日
　　　　　　　　　　　　　　　　　　　　　　　　　　　　┃　　　　　　　　　┣宇和島市 (新)
　　　　　　　　　　　　　　　　　　　　　宇和島市━━━┻━━━━━━━━━┫
　　　　　　　　　　　　　　　　　　　　　三間町━━━━━━━━━━━━━━┫
　　　　　　　　　　　　　　　　　　　　　津島町━━━━━━━━━━━━━━┛

あ - 昭和13年2月11日立間尻村を編入
い - 昭和30年3月1日高光村のうち知永を合併
う - 昭和30年3月31日高光村を宇和島市に編入
（注記）「吉田町」以下の合併以前の系譜については、それぞれの市町村の記事を参照のこと。

```

## 地域
旧の一村で成立したため大字は付けない。吉田町成立後は、「大字立間」となった。2005年に宇和島市になってからは、「宇和島市吉田町立間」と表記される。

## 産業
農業
藩政期には米、麦のほか、漆、木炭などを産する山村であったが、藩政期末には既に柑橘類の栽培が行なわれていた。柑橘栽培は村の東部に位置する白井谷地区に発するといわれ、明治時代の末期には全国屈指のウンシュウミカンの一大産地となり、「立間みかん」のブランドを形成した。合併し吉田町になってからの昭和40年代が最盛期であり、法人化が進むなど、柑橘栽培の先進地として名を馳せた。また、国鉄立間駅にはウンシュウミカンを出荷する「みかん列車」が発着した。

## 交通
当村域の西部を立間川に並行して国道と予讃本線が南北に縦貫している。
- 国道56号
- 国鉄予讃本線 立間駅 - ウンシュウミカンの搬出駅として知られた。

## 名所
- 立間駅